# 九龍巴士61A線 (第一代)
已停辦的新界郊區巴士路線61A，由九巴營辦，來往屯門碼頭及元朗（東）。

## 歷史
屯門第28區住宅（即蝴蝶邨、湖景邨一帶）在80年代初相繼落成入伙，但該區只有三條往來屯門區內（59）、長沙灣（59A）以及荃灣（59M）的巴士路線，但缺乏往來元朗區之巴士服務，居民需要乘坐59線前往友愛邨轉乘63線往元朗。但隨著人口增長，前往元朗區的需求增加，因此運輸署在1984年1月計劃一條往來蝴蝶邨及元朗的新路線，彌補不足。
- 1984年3月25日：61A線投入服務，來往蝴蝶邨及元朗（東）。[2]
- 1984年9月23日：增設兆康苑迴旋處往元朗（東）及蝴蝶邨的分段收費。
- 1985年12月27日：因大方街及大興街需配合鋪設水管而改為單向行車，往大興方向改經石排頭路及震寰路前往大方街。[3]
- 1988年7月16日：總站由蝴蝶邨遷往屯門碼頭。[4]
- 1988年8月3日：元朗總站遷至元朗輕鐵總站旁的新巴士總站，仍稱「元朗（東）」。
- 1988年8月8日：因應輕鐵未能如期通車，為確保屯門及元朗交通維持正常，此路線繼續由九巴營辦，原有收費及行車路線維持不變。[5]
- 1988年9月18日：配合輕鐵首期通車，九巴按修訂後的專營權撤出輕鐵專區，此路線同時取消服務，由來往屯門及元朗的輕鐵610、611及612線取代。[6]

## 服務時間及班次
| 61A線於1987年5月1日至取消前的時間表 | 61A線於1987年5月1日至取消前的時間表 | 61A線於1987年5月1日至取消前的時間表 |
| 由蝴蝶邨開出                        | 由元朗東開出                        | 班次（分鐘）                        |
| 每日                                | 每日                                | 每日                                |
| ----------------------------------- | ----------------------------------- | ----------------------------------- |
| 06:00-23:27                         | 06:00-23:27                         | 5-10                                |

| 1985年初     | 1985年初         | 1985年初     |
| 由蝴蝶邨開出 | 由元朗（東）開出 | 班次（分鐘） |
| 每日         | 每日             | 每日         |
| ------------ | ---------------- | ------------ |
| －           | 06:00-06:28      | 14           |
| 06:00-09:58  | 06:28-10:47      | 7            |
| 09:58-10:26  | 10:47-11:15      | 14           |
| 10:26-10:35  | 11:15-11:24      | 9            |
| 10:35-11:03  | 11:24-11:52      | 14           |
| 11:03-18:59  | 11:52-19:48      | 7            |
| 18:59-19:27  | 19:48-20:16      | 14           |
| 19:27-19:36  | 20:16-20:25      | 9            |
| 19:36-20:04  | 20:25-20:53      | 14           |
| 20:04-22:59  | 20:53-22:31      | 7            |
| 22:59-23:27  | 22:31-23:27      | 14           |

## 收費
| 61A線歷年收費沿革 | 61A線歷年收費沿革      | 61A線歷年收費沿革                                           |
| 收費調整生效日期  | 全程收費（非空調巴士） | 分段收費                                                    |
| ----------------- | ---------------------- | ----------------------------------------------------------- |
| 1988年7月16日     | $1.7                   | 兆康苑迴旋處往元朗（東）：$1.2 兆康苑迴旋處往屯門碼頭：$1.2 |
| 1987年2月1日      | $1.7                   | 兆康苑迴旋處往元朗（東）：$1.2 兆康苑迴旋處往蝴蝶邨：$1.2   |
| 1985年2月24日     | $1.4                   | 兆康苑迴旋處往元朗（東）：$1.0 兆康苑迴旋處往蝴蝶邨：$1.0   |
| 1984年9月23日     | $1.2                   | 兆康苑迴旋處往元朗（東）：$0.8 兆康苑迴旋處 往蝴蝶邨：$0.8  |
| 1984年3月25日     | $1.2                   | 不設分段收費                                                |

| - 本線設有12歲以下小童及65歲或以上長者半價優惠。 - 乘客可以現金或八達通於上車時付款，不設找續。 - 此路線設有12歲以下小童及學童乘車證持有人半價優惠。 - 乘客須於登車時以現金繳付車資，不設找續。 |

## 用車
61A線開辦時，派車14輛，主要使用丹拿D型（D）雙層巴士，其後改派利蘭勝利二型（G）。
此路線客量隨著屯門及元朗的發展而大幅上升。在1987年中，此線雖派出9架利蘭勝利二型（G）以及7輛利蘭奧林比安（S3BL）共16輛巴士行走。但於早上繁忙時間在美樂花園、白角、散石灣、山景、大興及兆康巴士站仍然出現無法登車情況，為解決有關問題，九巴在1987年7月全線改派載客量較高的三軸巴士行走，包括都城嘉慕威曼都城（3M1-3M3／S3M）及利蘭奧林比安（S3BL），大部份用車一直行走至路線取消為止。
1988年9月此路線取消，都城嘉慕威曼都城12米（3M1-3M3）調回荔枝角車廠（L）行走36A，11米派車則調往同區對外線59A、66及新線58M、59X。

## 行車路線
此路線的官方全程行車里數為13.6公里，行車時間約為44分鐘。（平均行車時速約為18.5公里）

- 元朗（東）開：朗樂路、青山公路、青麟路、青松觀路、大方街、大興街、石排頭路、鳴琴路、青雲路、龍門路及蝴蝶邨通道。
- 蝴蝶邨開：蝴蝶邨通道、龍門路、青雲路、鳴琴路、石排頭路、震寰路、青松觀路、青麟路、青山公路及朗日路。

此路線的官方全程行車里數為13.6公里，行車時間約為44分鐘。（平均行車時速約為18.5公里）

- 元朗（東）開：鳳翔路、元朗大馬路、青山公路、LD4路、LD3路、LD2路、大方街、大興街、石排頭路、鳴琴路、青雲路、龍門路及蝴蝶邨通道。
- 蝴蝶邨開：蝴蝶邨通道、龍門路、青雲路、鳴琴路、石排頭路、大興街、大方街、LD2路、LD3路、LD4路、青山公路、元朗大馬路及鳳翔路。

## 相關事件
- 1986年11月5日：一輛往元朗（東）方向的利蘭勝利二型（G470／CW4123）在鳴琴路右轉入石排頭路時失控翻側，造成5死58傷。[10][11]